# CSK Samara
Le CSK Samara, ou CSK VVS Samara, est un club russe de basket-ball de la ville de Samara.
Le club dépose le bilan au début de la saison 2009-2010. Il est remplacé par un autre club de la ville : les Krasnye Krylya Samara.

## Palmarès
- Vainqueur de l'EuroCup Challenge : 2007

## Entraîneurs successifs
- Depuis ? : Valeri Tikhonenko

## Joueurs célèbres ou marquants
- Aleksandr Sizonenko
- Kevin Braswell
- DeRon Hayes
- Giorgi Tsintsadze
- Virgil Stănescu
- Evgeny Voronov